# Eletrobras Furnas
Furnas Centrais Elétricas S/A, ou simplesmente Eletrobras Furnas, foi uma empresa brasileira subsidiária da Eletrobras, que atuava no segmento de geração e transmissão de energia em alta e extra-alta tensão. Esteve sediada por cerca de 50 anos em Botafogo, na cidade do Rio de Janeiro. Em 2020, transferiu sua sede para o Castelo, na região central da cidade.
Furnas atuava nas regiões Sudeste, Sul, Centro-Oeste e Norte do Brasil, sendo presente em 15 estados e no Distrito Federal.  A empresa atuava no setor elétrico desde o ano de 1957, onde adquiriu experiência em sua atividade e com excelente corpo técnico. Operava com 22 usinas hidrelétricas, duas termelétricas e 1 complexo eólico com capacidade instalada de 18 291 MW, 72 subestações e com mais de 35 201 km de linhas de transmissão, atendendo a uma região onde estão situados 51% dos domicílios brasileiros em estados que respondem por 65% do Produto Interno Bruto (PIB) nacional.
Realizou trabalho em conjunto com órgãos de controle ambiental, através da alocação de recursos financeiros em 24 áreas protegidas por lei nos estados de Goiás, Tocantins, Mato Grosso, Paraná, São Paulo, Rio de Janeiro e no Distrito Federal em favor da preservação dos ecossistemas. Essa ação beneficiava a sociedade como um todo ao conservar os recursos energéticos, possibilitando o uso ordenado daquelas áreas para fins científicos, de turismo e de lazer.
A Eletrobras Furnas transportava 100% da energia elétrica produzida e destinada ao Brasil pela Usina Hidrelétrica de Itaipu - Itaipu Binacional, a segunda maior usina hidrelétrica do mundo.
Furnas tinha 97% da capacidade de geração é composta por fontes de energia limpa.
Em julho de 2024, a empresa foi incorporada pela sua controladora, a Eletrobras.

## Histórico
Desde o primeiro governo de Getúlio Vargas (1930-1945), quando se implantou uma vigorosa política de substituição das importações, ficou assentado que os grandes empreendimentos, de interesse estratégico para o desenvolvimento do país, deveriam ficar sob tutela estatal. Criaram-se então, a Companhia Siderúrgica Nacional (1940), a Companhia Vale do Rio Doce (1942), e a Companhia Hidro Elétrica do São Francisco (1945). No seu segundo governo (1951-1954), foi fundada a Petrobrás - Petróleo Brasileiro S/A (1953).
Furnas foi criada por um decreto de 28 de fevereiro de 1957 pelo presidente Juscelino Kubitschek.
A empresa foi criada com o objetivo de construir e operar, no rio Grande (MG), a primeira hidrelétrica de grande porte do Brasil – a Usina de Furnas, com 1 216 MW, construída entre 1958 e 1963.
Com a reestruturação do setor elétrico na década de 1960, Furnas tornou-se uma subsidiária da Eletrobras, vinculada ao Ministério de Minas e Energia. Na época, havia uma crescente demanda por energia elétrica necessária para a industrialização e uma carência de investimentos por parte da concessionárias privada para a expansão do setor elétrico do país, o que promoveu a entrada do Estado no setor energético.
Em 1973, Furnas assume a construção do sistema de transmissão da Usina Hidrelétrica de Itaipu. No mesmo ano, inicia a construção da Usina Nuclear de Angra I.
Em 1981, a Usina Hidrelétrica de Itumbiara entra em operação com uma potência instalada de 1 750 MW, sendo a maior usina de Furnas até então. No mesmo ano, inicia as obras da usina de Angra II. Em 1984, a usina de Angra I recebe licença para entrar em operação.
Em 1997, a usinas nucleares de Angra foram repassadas para a Eletronuclear, nova subsidiária da Eletrobras.

### A tentativa de privatização no governo FHC
A empresa havia sido incluída no Plano Nacional de Desestatização, idealizado e implantado pelo ex-Presidente da República Fernando Henrique Cardoso, porém o então Governador de Minas Gerais Itamar Franco insurgiu contra a privatização de Furnas. Na ocasião, Itamar mobilizou a Polícia Militar de Minas Gerais em umas das principais usinas da empresa, a Usina Hidrelétrica de Furnas, em São José da Barra - MG.

### Século XXI
A partir de 2007, passa a atuar na região Amazônica, com a construção da Usina Hidrelétrica de Santo Antônio, no rio Madeira.
Em 2014, entram em operação os parques eólicos Miassava III, Rei dos Ventos I e Rei dos Ventos II, na região Nordeste.
Em 2018, conclui a Usina Hidrelétrica de São Manoel.
Em janeiro de 2024, foi aprovada a incorporação de Furnas pela Eletrobras como medida de reorganização societária e simplificação de estrutura do grupo, deliberação que foi concluída em julho de 2024.

## Privatização da Eletrobras
Em 14 de junho de 2022, foram vendidas 802,1 milhões de ações da Eletrobras, com um preço base de R$ 42, em uma operação que movimentou R$ 33,7 bilhões. Com isso, a participação da União no capital votante da estatal foi reduzida de 68,6% para 40,3%.
Entre os principais acionistas estão o GIC, fundo soberano de Singapura, o veículo de investimentos de fundo de pensão canadense CPPIB e a gestora brasileira 3G Radar, ligada ao 3G Capital.

## Geração

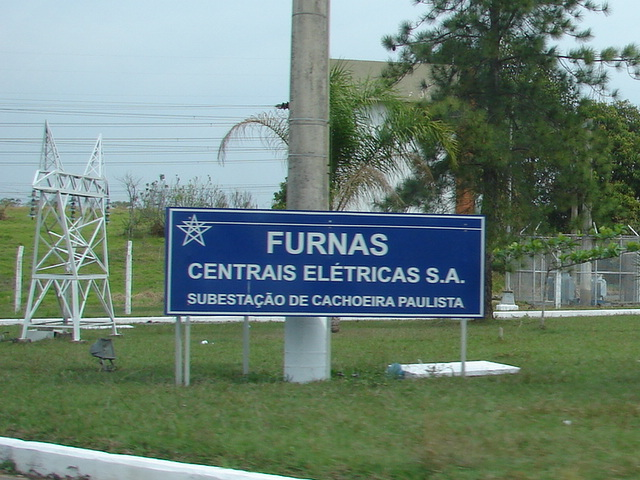
Entrada de Subestação da empresa no município de Cachoeira Paulista.

Capacidade de geração instalada/projetada 18 291 MW em 2023:
Usinas Hidrelétricas
- Usina Hidrelétrica Santo Antônio - Rio Madeira, 3 150 MW -  Rondônia (participação de 95,2% (2.999 MW))
- Usina Hidrelétrica de Itumbiara - Rio Paranaíba, 2 082 MW -  Minas Gerais e  Goiás
- Usina Hidrelétrica Teles Pires - Rio Teles Pires, 1.819,8 MW -  Mato Grosso e  Pará (participação de 24,5% (446 MW)
- Usina Hidrelétrica Marimbondo - Rio Grande, 1 440 MW -  São Paulo e  Minas Gerais
- Usina Hidrelétrica Serra da Mesa - Rio Tocantins, 1 275 MW -  Goiás (participação de 48,46% (617 MW))
- Usina Hidrelétrica de Furnas - Rio Grande, 1 216 MW -  Minas Gerais
- Usina Hidrelétrica Luís Carlos Barreto de Carvalho antiga Usina Hidrelétrica de Estreito - Rio Grande, 1 050 MW -  Minas Gerais e  São Paulo
- Usina Hidrelétrica Foz do Chapecó - Rio Uruguai, 855 MW -  Rio Grande do Sul e  Santa Catarina (participação de 40% (342 MW))
- Usina Hidrelétrica Três Irmãos- Rio Tietê, 807,5 MW. -  São Paulo (participação de 49,9% (403 MW))
- Usina Hidrelétrica São Manoel- Rio Teles Pires, 735,84 MW -  Mato Grosso e  Pará (participação de 33,33% (243 MW)
- Usina Hidrelétrica Marechal Mascarenhas de Moraes - Rio Grande, 476 MW -  Minas Gerais
- Usina Hidrelétrica Peixe Angical - Rio Tocantins, 452 MW -  Tocantins (participação de 40% (180 MW))
- Usina Hidrelétrica de Corumbá - Rio Corumbá, 375 MW -  Goiás
- Usina Hidrelétrica de Porto Colômbia - Rio Grande, 320 MW -  São Paulo e  Minas Gerais
- Usina Hidrelétrica de Simplício - Rio Paraíba do Sul, 333 MW -  Rio de Janeiro e  Minas Gerais
- Usina Hidrelétrica de Funil - Rio Paraíba do Sul, 216 MW -  Rio de Janeiro
- Usina Hidrelétrica de Manso - Rio Manso, 212 MW -  Mato Grosso (participação de 70% (148 MW)
- Usina Hidrelétrica de Serra do Facão - Rio São Marcos, 210 MW -  Goiás (participação de 49,5% (103 MW))
- Usina Hidrelétrica de Baguari - Rio Doce, 140 MW -  Minas Gerais
- Usina Hidrelétrica de Retiro Baixo - Rio Paraopeba, 82 MW -  Minas Gerais  (participação de 98,9% (81,09 MW))
- Usina Hidrelétrica de Batalha - Rio São Marcos, 52 MW -  Minas Gerais e  Goiás

Usinas Termelétricas

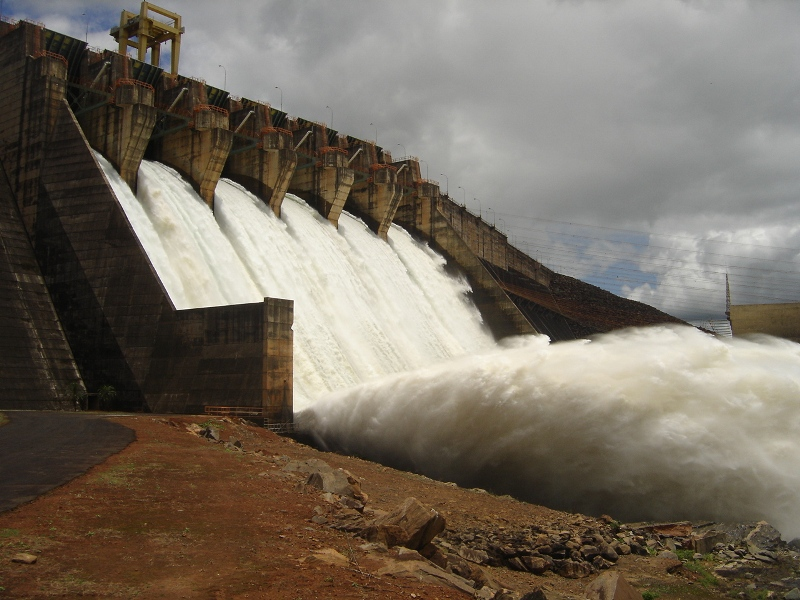
Usina Hidrelétrica de Itumbiara, em Araporã, localizada no Médio Paranaíba.

- Usina Termelétrica de Campos - Gás natural, 30 MW -  Rio de Janeiro

Usinas Eólicas
- Complexo Eólico de Fortim, 123 MW -  Ceará

## Transmissão
A rede básica de FURNAS era configurada em linhas com tensões de 138, 230, 345, 500, 750 e ± 600 kV, que passam por oito estados e o Distrito Federal. Era composta por 72 subestações e tem 35.201 Km de linhas de transmissão (2023).
O Sistema de Transmissão de Itaipu era integrado por cinco linhas de transmissão, cruzando 900 km entre o Paraná e São Paulo. O sistema possui três linhas em corrente alternada 750 kV e duas linhas em corrente contínua ± 600 kV, necessárias para contornar o problema de diferentes frequências utilizadas por Brasil e Paraguai (2023).
Subestações em São Paulo
- Campinas (sede)
- Araraquara
- Mogi das Cruzes
- Itaberá
- Tijuco Preto
- Guarulhos
- Ibiúna
- Cachoeira Paulista

Minas Gerais
- Barro Branco
- Itutinga
- Poços de Caldas